# حفيظة قارة بيبان
حفيظة قاره بيبان (9 أبريل 1951) هي شاعرة وكاتبة تونسية.

## النشأة والمسيرة
ولدت حفيظة قاره بيبان بمدينة بنزرت، ونشأت منذ الطفولة على حب الأدب وعشق الفن. زاولت تعليمها الابتدائي والثانوي بموطن ولادتها، ثم درست الأدب العربي بكلية الآداب والعلوم الإنسانية بتونس – المرحلة الأولى – قبل أن تشتغل بالتدريس. كتبت القصة والمقالة والرواية والنص الشعري. انضمت إلى نادي القصة (تونس) منذ أواخر السبعينات وإلى اتحاد الكتاب التونسيين بعد صدور كتابها الأول سنة 1984. نشرت في مختلف الصحف والمجلات في تونس وخارجها. شاركت بمداخلات في العديد من الملتقيات الوطنية والدولية في تونس وفي بعض البلدان العربية. أدرجت بعض نصوصها في برامج التعليم التونسية. ساهمت في لجان تحكيم لمسابقات أدبية. وترجمت بعض قصصها إلى الفرنسية وإلى الصينية.

## الجوائز
- جائزة الإبداع الثقافي لولاية بنزرت 2003
- جائزة زبيدة بشير ( مركز التوفيق والبحث والدراسات حول المرأة ) ، عن أفضل نص أدبي نسائي سنة 2003
- جائزة كومار للرواية الأولى سنة 2004
- وسام الإستحقاق الثقافي، الصنف الرابع سنة 2004 .
- جائزة «زبيدة بشير للإبداع الأدبي» عن مؤسسة الكريديف لسنة 2013

## أعمالها
- الطفلة انتحرت (الدار العربية للكتاب) – 1984
- رسائل لا يحملها البريد، الشركة التونسية للتوزيع – تونس، 1989 (شعر)
- في ظلمة النور ( قصص ) – (منشورات قصص) – 1993
- دروب الفرار ( رواية ) – (دار سيريس تونس) ط 1 – 2003 - ط 2 – 2004
- دار كنعان – دمشق ط 3 - 2006
- أجمل الفضائح ( نصوص ) الأطلسية للنشر – تونس، 2006
- سلسلة حكايات للأطفال " بنت البحر. من عناوينها:
  - رؤى والنجمة
  - رؤى وأمّنا الأرض
  - الجبل الغريب
  - أمل والجذع الحزين
  - أمل والجذع الحزين
  - مرام والفراشة
  - عروس فلسطين
- العراء (رواية) - دار نقوش عربيّة - 2012.[2]

## وصلات خارجية
- حفيظة قارة بيبان على موقع أرشيف الشارخ.
- الموقع الرسمي